# Ненад Чанак
Ненад Чанак (Панчево, 2. новембар 1959) српски је политичар. Бивши је покрајински посланик у Скупштини АП Војводине и бивши народни посланик у Народној скупштини Републике Србије. Такође, био је председник Скупштине АП Војводине од 2000. до 2004. године и председник Лиге социјалдемократа Војводине од њеног оснивања 1990. до 2022. године.

## Биографија
Порекло породице Чанак води из Зрмања тј. из Лике. Прадеда Ненада Чанка у Војводину је дошао након 1918. године. Док је отац, Милан професор универзитета (биолог) био је градоначелник Новог Сада и члан Председништва САП Војводине, а мајка Босиљка професор Универзитета у Новом Саду.
Гимназију „Јован Јовановић Змај“ и Средњу музичку школу завршио је у Новом Саду, а Економски факултет у Суботици.
Почео је као професионални музичар – флаутиста, свирајући по кафанама.
Касније се запослио у Нафтагас промету, у области спољне трговине, 80-их година 20. века. Поред редовних послова радног места, Чанак је био и члан Комисије за решавање стамбених питања у ОУР-у Спољне трговине. После тога, током деведесетих, радио је у YUTEL-у. Специјализовао је на кратком курсу у Крању 1989. године микрорачунарске мреже и глобални маркетинг.

### Политичка и јавна каријера
Чанак је 1990. године основао Лигу социјалдемократа Војводине. Током рата у Хрватској, Чанак је био мобилисан у ЈНА и учествовао је у бици за Вуковар.
На парламентарним изборима 1997. године био је изабран за посланика у Народној скупштини Републике Србије на листи Коалиције Војводина. Доживео је тешку саобраћајну несрећу 13. маја 2000. године када је пао са мотора и задобио повреде кука и прелом бутне кости.
Током 1999. залагао се и промовисао је програм Република Војводина.
У периоду од 2000. до 2004. године био је председник Скупштине АП Војводине. Пре тога је био посланик у Већу република Скупштине Савезне Републике Југославије и Државне заједнице Србије и Црне Горе. Незадовољан чињеницом да је Управни одбор Радио-телевизије Србије именовао кандидата ког нису предложиле војвођанске партије, Чанак је упао у регионално представништво РТС-а у Новом Саду и разбио таблу са њеним ознакама.
Током 2005. основао је покрет „5. октобар“ са Весном Пешић, Владаном Батићем и Дејаном Булатовићем, а блиско сарађује и са Чедомиром Јовановићем. Са њима је водио кампању против усвајања новог устава Србије током октобра 2006. године.
На парламентарним изборима у Србији 2007., Лига социјалдемократа Војводине је била у коалицији са Либерално-демократском партијом и добила је 4 мандата, а Чанак је изабран за народног посланика.
Чанак и Јовановић су учествовали на маршу антифашиста 7. октобра 2007. у Новом Саду, који је био одговор на забрањени скуп неонацистичке организације Национални строј.
Учествовао у ријалити серијалу Велики Брат VIP All Stars 2009, који се емитовао на Телевизији Пинк.
Често у својим изјавама говори о неопходној денацификацији Србије, као и да је Србија клерикализована и фашизована.
У Скупштини Војводине и градској скупштини Новог Сада био је у коалицији са Српском напредном странком од 2012. до 2022. године.
Године 2015. додељен му је Орден црногорске заставе првог реда.
Године 2020. и 2021. јавно је подржао Демократску партију социјалиста Мила Ђукановића пред свеопште изборе у Црној Гори и локалне изборе у Никшићу. Он је такође потписао Апел 88 против наводнога мешања српских власти у црногорске изборе.

## Контроверзе
Критичари Чанку замерају сарадњу са Ненадом Опачићем, приликом организовања вишемесечних антирежимских демонстрација у Новом Саду 1999. године. који је осуђен као главни организатор продаје дроге у Новом Саду, повезан са Земунским кланом. Чанак је те наводе демантовао, тврдећи да је Опачића познавао само у својству организатора обезбеђења опозиционих митинга 1999.
Чанак је 4. децембра 2002. године присуствовао концерту контроверзног назива "Сријем Хрватској" у дворани Ватрослав Лисински у Загребу, а Мато Јурић, председник „Удруге протјераних Хрвата из Сријема, Бачке и Баната”, затражио је од присутних да поздраве Ненада Чанка, јер је Чанак: "У оним тешким временима прогона Хрвата штитио хрватски народ у Војводини“. Назив ове манифестације је изазвао реакцију код одређених група људи, а Српска радикална странка је искористила овај догађај у предизборној кампањи за председника Србије 2008.
Марија Васић, бивша супруга га је оптужила да јој је путем својих веза у органима власти отео сина.
Оптужен је 2012. године за наношење тешких телесних повреда Павлу Лешановићу у Новом Саду испред кафане „Тако је суђено“. На самом суђењу правио је инциденте, претио суду и реметио нормални ток суђења. На крају, је ослобођен оптужби.
Српска православна црква је повремено мета напада Ненада Чанка, па ју је оптужио за нарушавање војвођанске културе, градњом цркава с куполама, иако су Срби у Војводини у време владавине Аустроугарске морали градити цркве у барокном стилу, да би их се лакше касније поунијатило. Сматра да је СПЦ у Црној Гори 1918. отела храмове Црногорској цркви и да их треба вратити држави Црној Гори. Током 2020. године у јеку пандемије корона вируса оптужио је СПЦ да чини акт биотероризма и подрива стабилност његове земље. Црква му је одговорила да су то два парадокса: бити антитеиста заинтересован за деловање Цркве и бити сецесиониста, забринут за стабилност своје земље.

## Књиге
- „Ратови тек долазе“ (1993)
- „Пет година самоће“ (1995)
- „Године расплета“ (1996)
- „Луна“ (1998)
- „Као и сва равница“ (2002)